# Pologne aux Jeux mondiaux de 2017
Cet article contient des informations sur la participation et les résultats de la Pologne aux Jeux mondiaux de 2017 à Wrocław en Pologne.

## Médailles

### Or
| Sport                                 | Discipline                      | Sportifs                                           |
| Médailles d'or : 5 (+4 démonstration) |                                 |                                                    |
| Danse sportive                        | Rock'n'Roll                     | Anna Miadzielec Jacek Tarczyło                     |
| Force athlétique                      | Hommes - Poids moyens           | Jarosław Olech                                     |
| Ju-Jitsu                              | Hommes - Ne-Waza -62 kg         | Jędrzej Loska                                      |
| Ju-Jitsu                              | Hommes - Combat -94 kg          | Tomasz Szewczak                                    |
| Sports aériens                        | Paramoteur                      | Wojciech Bógdał (pl)                               |
| Aviron indoor(dem.)                   | Hommes - 2 000 m - Poids légers | Artur Mikołajczewski                               |
| Kick-boxing(dem.)                     | Femmes 60 kg                    | Marta Waliczek (pl)                                |
| Kick-boxing(dem.)                     | Hommes 86 kg                    | Dawid Kasperski (en)                               |
| Speedway(dem.)                        | Équipe                          | Bartosz Zmarzlik Maciej Janowski (en) Patryk Dudek |

### Argent
| Sport                                     | Discipline                         | Sportifs                                                                                |
| Médailles d'argent : 6 (+3 démonstration) |                                    |                                                                                         |
| Ju-Jitsu                                  | Hommes - Ne-Waza -69 kg            | Maciej Polok                                                                            |
| Ju-Jitsu                                  | Hommes - Combat +94 kg             | Rafał Riss                                                                              |
| Muay-thaï                                 | Hommes -91 kg                      | Łukasz Radosz                                                                           |
| Sauvetage sportif                         | Femmes - 200 m Obstacles           | Alicja Tchórz                                                                           |
| Sauvetage sportif                         | Hommes - Relais 4 x 50 m Obstacles | Pologne- Adam Dubiel (pl) - Cezary Kępa - Wojciech Kotowski (pl) - Bartosz Makowski     |
| Sauvetage sportif                         | Hommes - Relais 4 x 25 m Mannequin | Pologne- Adam Dubiel (pl) - Cezary Kępa - Wojciech Kotowski (pl) - Bartosz Stanielewicz |
| Aviron indoor (dem.)                      | Femmes - 500 m - Toute catégorie   | Anna Wierzbowska                                                                        |
| Kick-boxing(dem.)                         | Hommes 75 kg                       | Michał Ronkiewicz                                                                       |
| Kick-boxing(dem.)                         | Hommes 91 kg                       | Mateusz Pluta                                                                           |

Initialement deuxième du 2 000 m toute catégorie en aviron indoor, le polonais Bartosz Zablocki a été disqualifiée pour manquement aux règles antidopage.

### Bronze
| Sport                                      | Discipline                          | Sportifs |
| Médailles de bronze : 9 (+3 démonstration) |                                     | |
| Ju-Jitsu                                   | Femmes - Ne-Waza Open               | Emilia Maćkowiak                                                                                             |
| Ju-Jitsu                                   | Hommes - Ne-Waza -77 kg             | Maciej Kozak                                                                                                 |
| Ju-Jitsu                                   | Équipe mixte                        | Pologne - Emilia Maćkowiak - Jędrzej Loska - Maciej Kozak - Marta Walotek - Tomasz Szewczak - Magdalena Giec |
| Karaté                                     | Hommes - Kumite +84 kg              | Michał Bąbos (pl)                                                                                            |
| Muay-thaï                                  | Hommes -63,5 kg                     | Oskar Siegert                                                                                                |
| Sauvetage sportif                          | Femmes - Relais 4 x 50 m Bouée tube | Pologne- Karolina Faszczewska - Dominika Kossakowska - Anna Nocoń - Alicja Tchórz                            |
| Sports aériens                             | Paramoteur                          | Marcin Bernat                                                                                                |
| Sumo                                       | Femmes - Poids légers               | Magdalena Macios                                                                                             |
| Sumo                                       | Hommes - Poids légers               | Paweł Wojda (pl)                                                                                             |
| Kick-boxing(dem.)                          | Femmes 56 kg                        | Małgorzata Dymus                                                                                             |
| Kick-boxing(dem.)                          | Hommes 67 kg                        | Wojciech Kazieczko (pl)                                                                                      |
| Kick-boxing(dem.)                          | Hommes +91 kg                       | Michał Turyński                                                                                              |